# Trigonoderus areolatus
Trigonoderus areolatus är en stekelart som beskrevs av Cameron 1909. Trigonoderus areolatus ingår i släktet Trigonoderus och familjen puppglanssteklar. Inga underarter finns listade i Catalogue of Life.